# Фредерик Норт
Фредерик Норт (на английски: Frederick North), втори граф Гилфорд, е британски политик от партията на торите, министър-председател на Великобритания от 1770 до 1782 г., по времето на Американската революция.

## Биография
Роден е на 13 април 1732 година в Лондон, Великобритания. През 1754 г. става член на Парламента и постепенно се издига в правителствената йерархия. Последователно е лорд на съкровището (1759 – 1765), главен ковчежник (1766 – 1767) и канцлер на хазната (1767 – 1770). През 1770 застава начело на правителството и остава на този пост в продължение на 12 години. След поредица от правителства на вигите, с които няма добър контакт, крал Джордж III намира в лицето на лорд Норт свой съмишленик.
Най-важното събитие от управлението на Фредерик Норт е Американската война за независимост. Колебливата му политика до голяма степен допринася за отделянето на американските колонии. Той смята, че войната е безнадеждна и безсмислена, и през втората половина от мандата си остава на поста само по настояване на краля, който не желае завръщането на вигите на власт. След победата на американците при Йорктаун, през март 1782 Норт подава оставка. През следващите години той се съюзява с някои виги и през 1783 е държавен секретар, но се оттегля от политическия живот, заради влошеното си зрение.
Умира на 5 август 1792 година на площад Гросвенър в Лондон на 60-годишна възраст.